# Tyrannochthonius norfolkensis
Tyrannochthonius norfolkensis és una espècie d'aràcnid de l'ordre Pseudoscorpionida, de la família Chthoniidae.

## Distribució geogràfica
Es troba de forma endèmica a l'Illa Norfolk (Austràlia).